# آریا (شرکت هواپیمایی)
آریا (به انگلیسی: Aria) یک شرکت هواپیمایی است که در ۲۰۰۴ میلادی تأسیس شده‌است. دفتر مرکزی آریا در مولوز، فرانسه واقع شده‌است و قطب این شرکت هواپیمایی در فرودگاه پاری – لو بورژه قرار دارد.